# اوتارپ
اوتارپ (به آلمانی: Utarp) یک شهر در آلمان است که در Wittmund واقع شده‌است. اوتارپ ۶۹۳ نفر جمعیت دارد.